# Sumberbening (Balerejo)
Sumberbening is een bestuurslaag in het regentschap Madiun van de provincie Oost-Java, Indonesië. Sumberbening telt 2612 inwoners (volkstelling 2010).